# Palácio de Bangalore
O Palácio de Bangalore foi construído em 1878, inspirado no Castelo de Windsor a mando do rei Chamaraja, durante a Dinastia Wadiyar. O Palácio está localizado na cidade de Bangalor, no estado indiano de Carnataca.

## História
Em 1873, o Rei Mysore Chamaraja Wadiyar compra as terras do reverendo Garret. No ano de 1874, inicia a construção do palácio real, inspirado no Castelo de Windsor, a mando do rei, que finaliza suas obras no ano de 1878 e passa por várias ampliações e melhorias com o passar dos anos.
Em 1996, inicia uma batalha judicial sobre a posse da propriedade entre o governo de Carnataca e os descendentes dos Wadiyar.
Em 2005, o palácio é aberto ao público.

## Arquitetura
O palácio ocupa uma área de 184 hectares, possui dois pavimentos e foi construída com uma arquitetura que mistura o estilo gótico escocês e o Tudor inglês. Os jardins do palácio foram projetados pelo botânico inglês John Cameron.
O hall de entrada possui piso de cerâmica com padrões geométricos de coloração verdes, amarelos, cremes e laranjas e uma escadaria de madeira esculpida com temas de flores e estrelas, e decorada com cristais, que leva ao pavimento superior.
O pátio aberto interno foi decorado com cerâmica azul, uma fonte que foi presente da família real espanhola e um banco de cerâmica pintada.
Durbar Hall, onde era realizado as assembleias, está localizado no primeiro pavimento. Possui vitrais que vão do piso ao teto e é decorado com diversas pinturas, uma delas feitas pelo pintor Raja Ravi Verma. Na entrada há uma cabeça de elefante que fora caçado e taxidermizado.

## Turismo
O palácio está aberto ao público, com entrada paga. São realizados eventos culturais e esportivos na área externa do palácio e a visita às partes internas do palácio oferece áudioguia em diversas línguas. Há um parque de diversões, chamado Fun World em seu complexo.

## Galeria de fotos

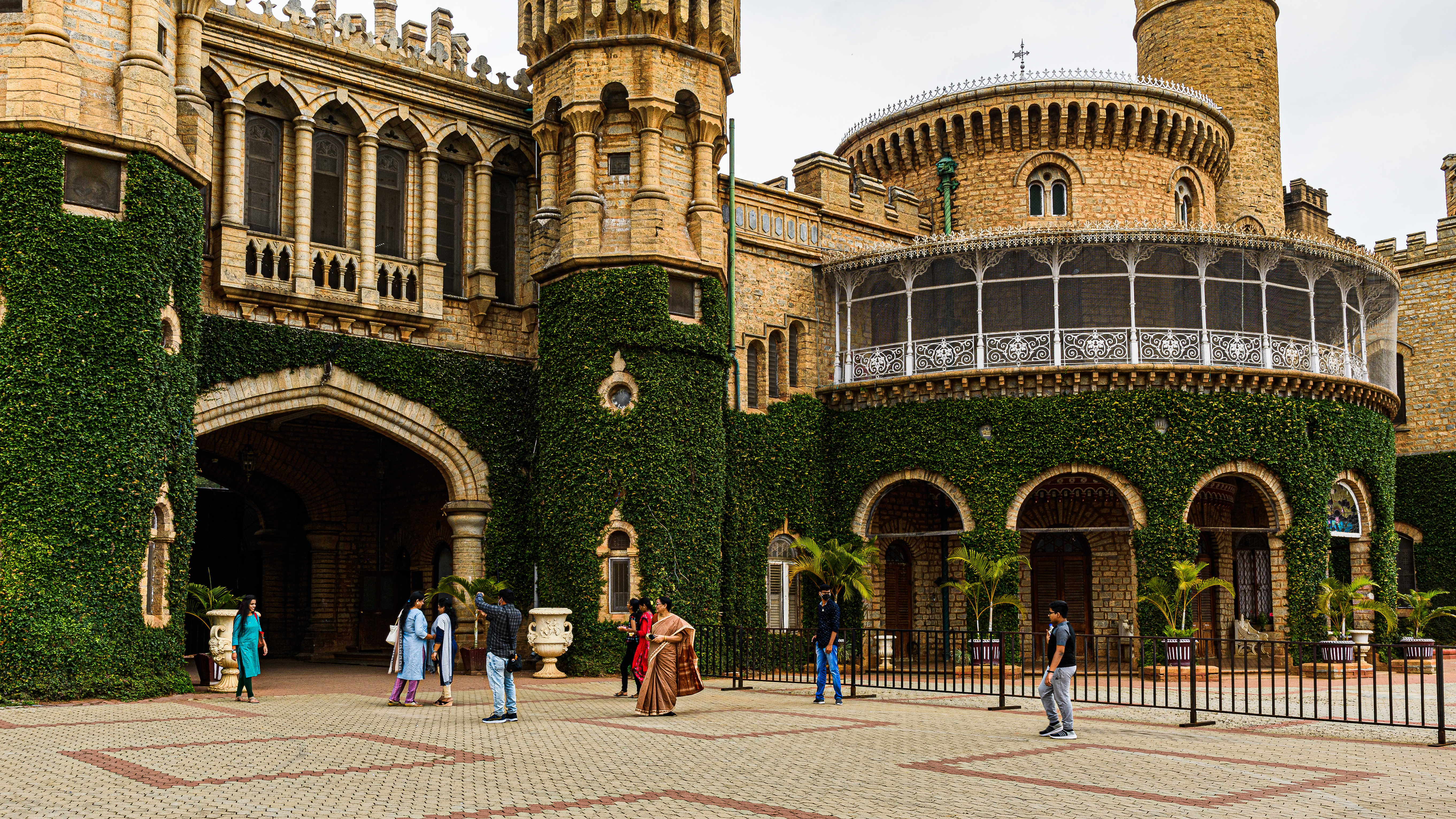
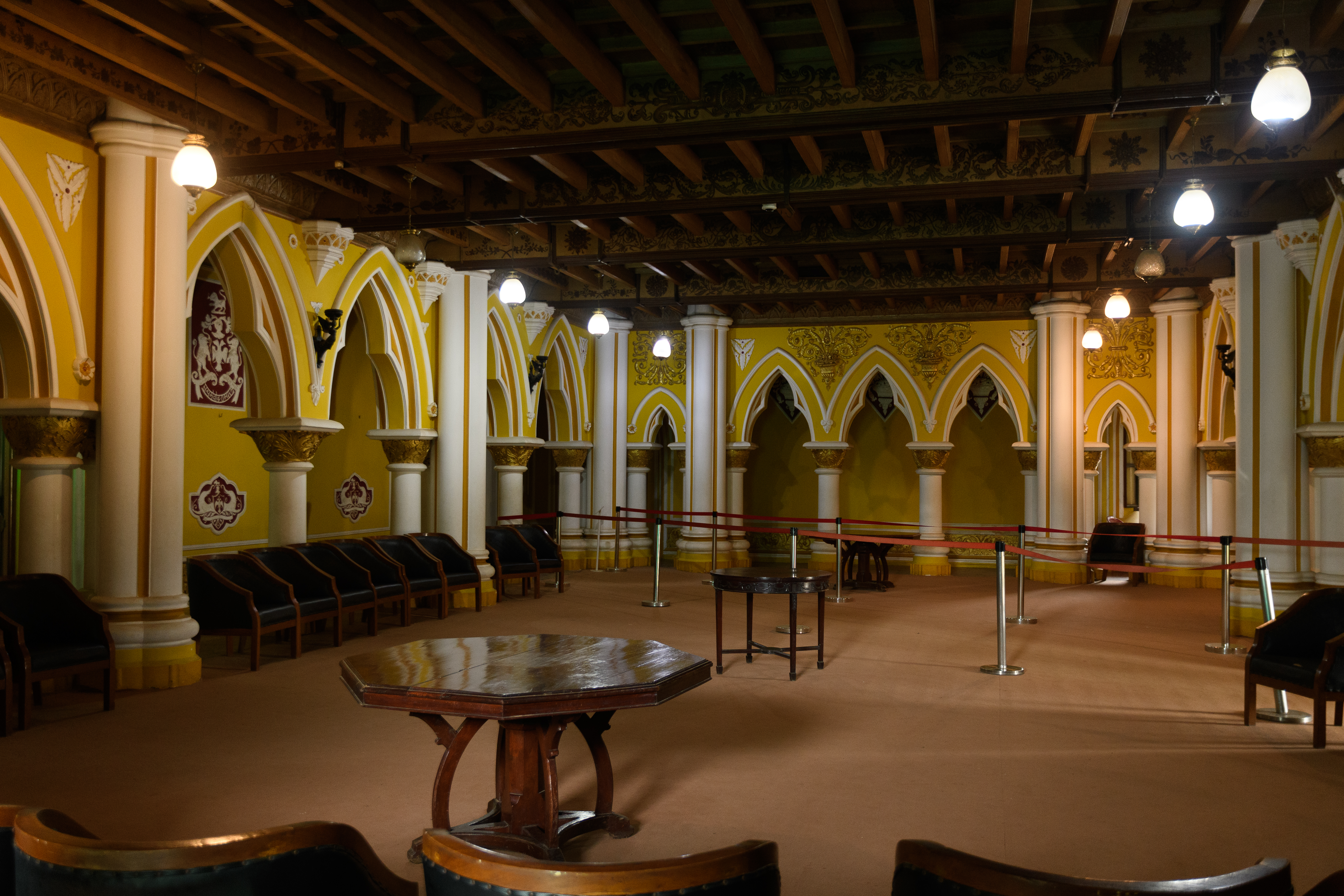
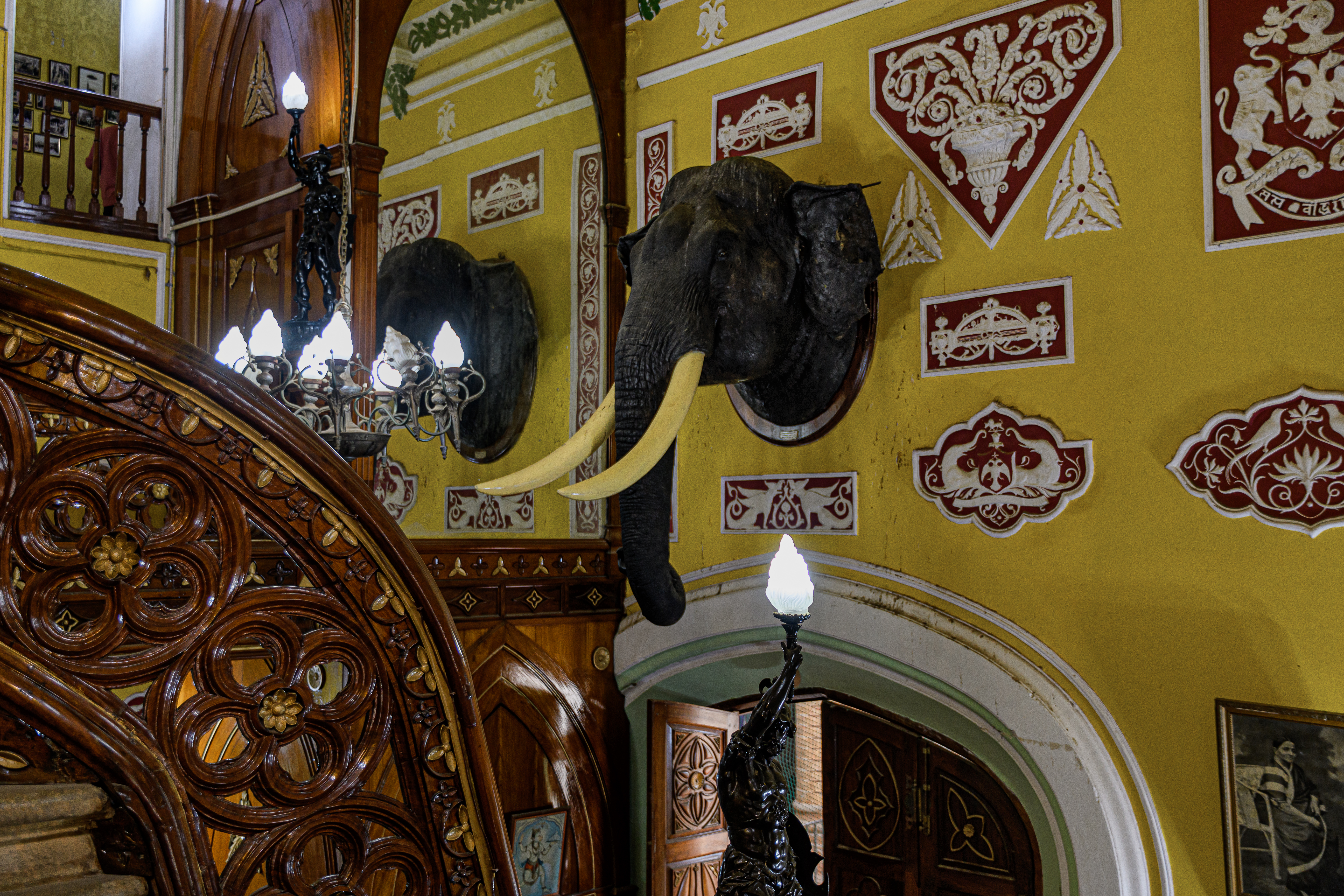
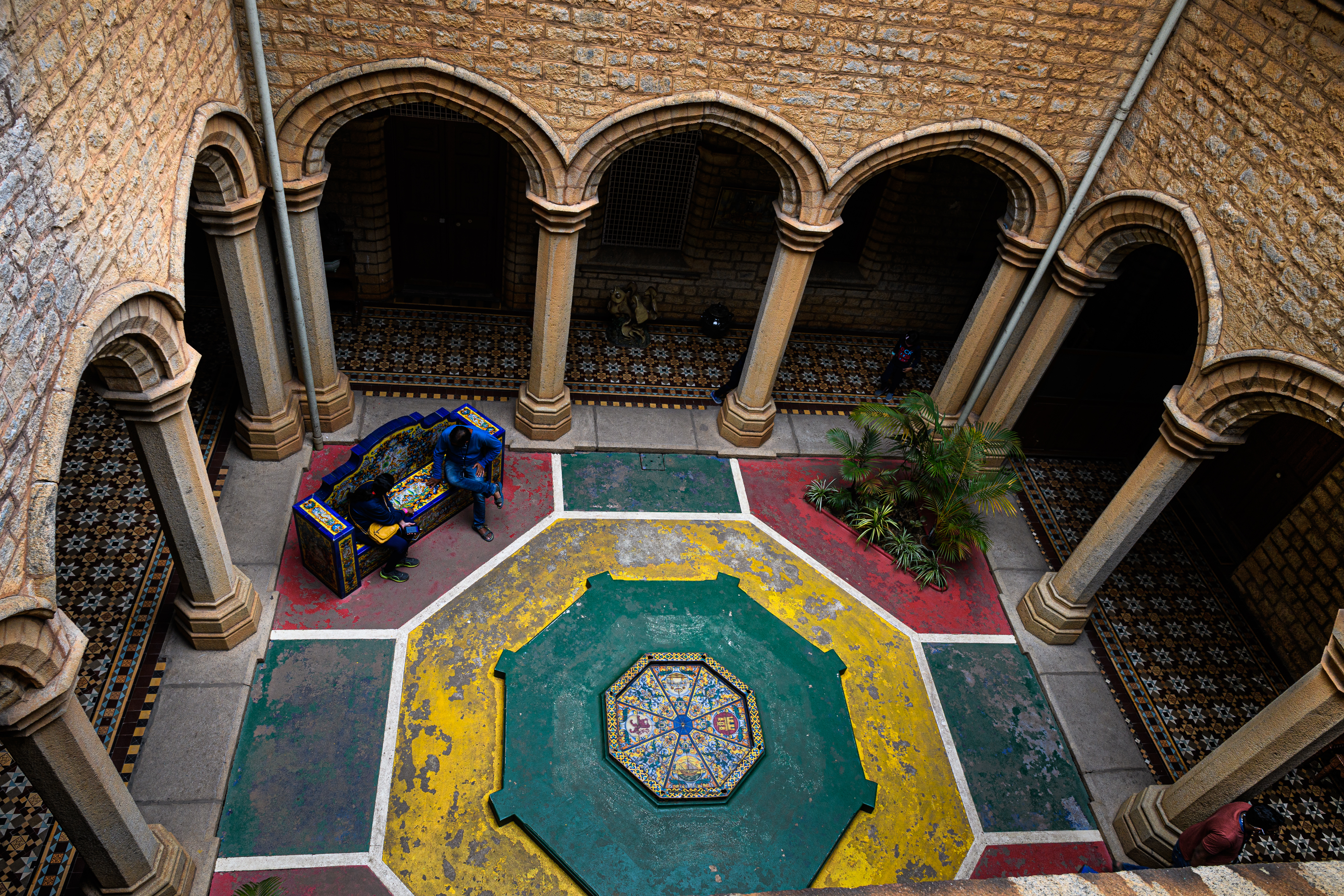
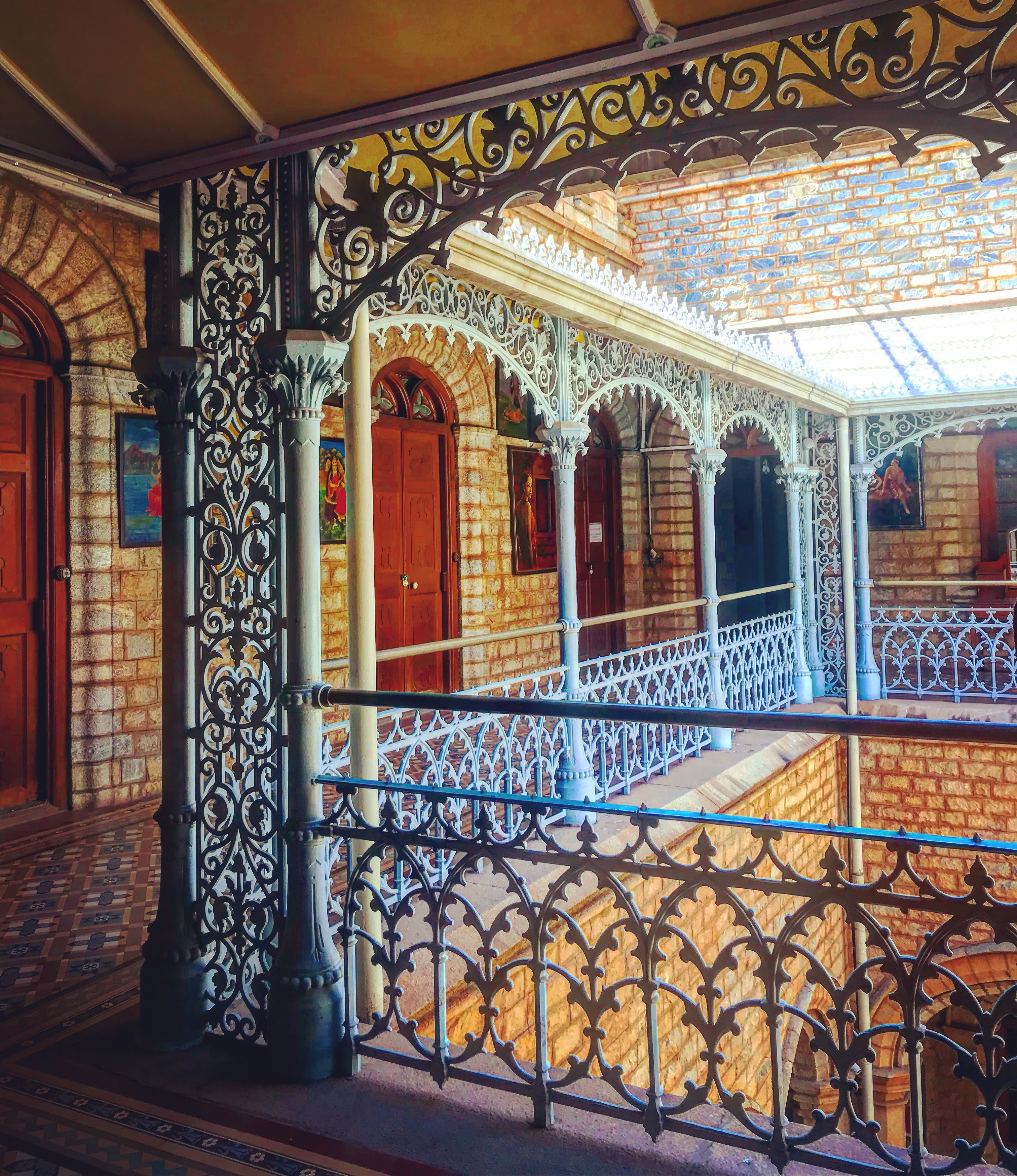
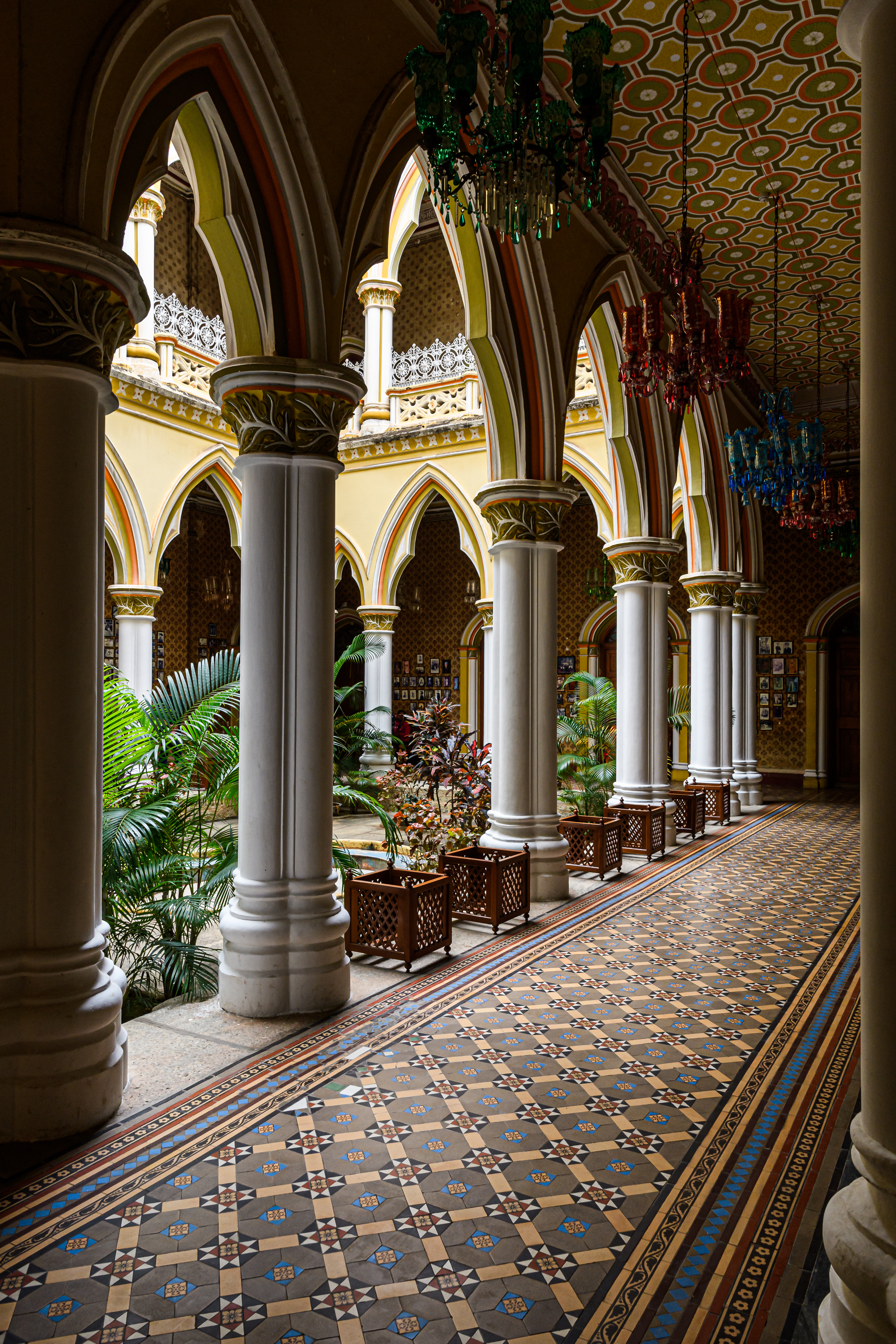